# Carlos Cipa

Carlos Cipa

Carlos Cipa (* 19. März 1990 in München) ist ein deutscher Pianist und Komponist. Er lebt und arbeitet in München.

## Leben und Werk
Mit sechs Jahren begann Cipa eine klassische Klavier-Ausbildung, mit zehn lernte er Kirchenorgel. Als Jugendlicher spielte er in verschiedenen Bands, jedoch nicht am Flügel, sondern am Schlagzeug. Bereits zu dieser Zeit befasste er sich mit unterschiedlichen Musikstilen und kehrte wieder zum Klavier als Hauptinstrument zurück. Zudem näherte er sich nach und nach der Komposition und Improvisation an. An der Hochschule für Musik und Theater München in seiner Heimatstadt studierte er schließlich klassische Komposition, ohne das Studium aber abzuschließen.
Mit seinem Debütalbum The Monarch And The Viceroy, das er im Juni 2012 mit 22 Jahren auf dem Independent-Label Denovali Records veröffentlichte und das er ausschließlich dem Klavier widmete, stellte er seine Virtuosität unter Beweis. Damals ein schwerer Brocken für Anhänger von Kategorisierungen: Klassische Musik, aber mit einem gewissen Popbewusstsein interpretiert.
Anschließend begann er Konzerte überall in Europa zu spielen.
Im Januar 2014 brachte er mit der Komponistin Sophia Jani die gemeinsame EP Relive heraus, auf der sie kompositorische Ansätze mit Klängen und Beats zusammenführten, die im Inneren des Flügels erzeugt wurden. Daran orientierte sich Cipa auch auf seinem zweiten Album All Your Life You Walk, das im November desselben Jahres erschien. Das Album baut eine melancholische Atmosphäre auf und legt einen größeren Fokus auf die Komposition; auskomponierte Stücke, die ineinander fließen, stehen kurzen, Avantgarde- und Minimal-Music-artigen Fragmenten gegenüber, die in  Summe ein großes Ganzes ergeben. Weiterhin erfahren die atmosphärischen Sounds eine elektronische Veränderung und seltsame Instrumente wie ein Hohner Guitaret, eine Oceanharp oder ein Hackbrett bereichern die Musik um weitere akustische Komponenten. Dabei vermischen sich impressionistische Tonsprache, Elektro-Gefrickel und Geräuschkunst, die entweder an Kompliziertheits-Pop à la Radiohead erinnern oder an die Klavierminiaturen eines Erik Satie. Klassik, Jazz, Indie, Pop, Ambient formen Cipas Sound. Zwei Jahre arbeitete er an den musikalischen Ideen, dem Ablauf, dem formalen Bogen von All Your Life You Walk.
Zwischen den beiden Releases trat er beim Haldern Pop und bei MS Dockville auf. Ab 2015 intensivierte er seine Live-Aktivitäten, spielte Konzerte gleichermaßen in Pop-Locations wie Jazzclubs, Theatern oder Konzerthäusern.
Er schreibt freie Werke für klassische Ensembles sowie Musik für Tanz und Theater und nahm mit dem Produzenten Martin Brugger alias Occupanther zusammen die EP Trow auf, die im Dezember 2016 erschien. Mit dem Mini-Album Sculptures, das fast genau ein Jahr später auf 1631 Recordings erschien, bestritt er solistische Wege. Außerdem wirkte er im April 2018 im großen Saal der Elbphilharmonie in Hamburg an einer Aufführung von Steve Reichs Six Pianos mit.

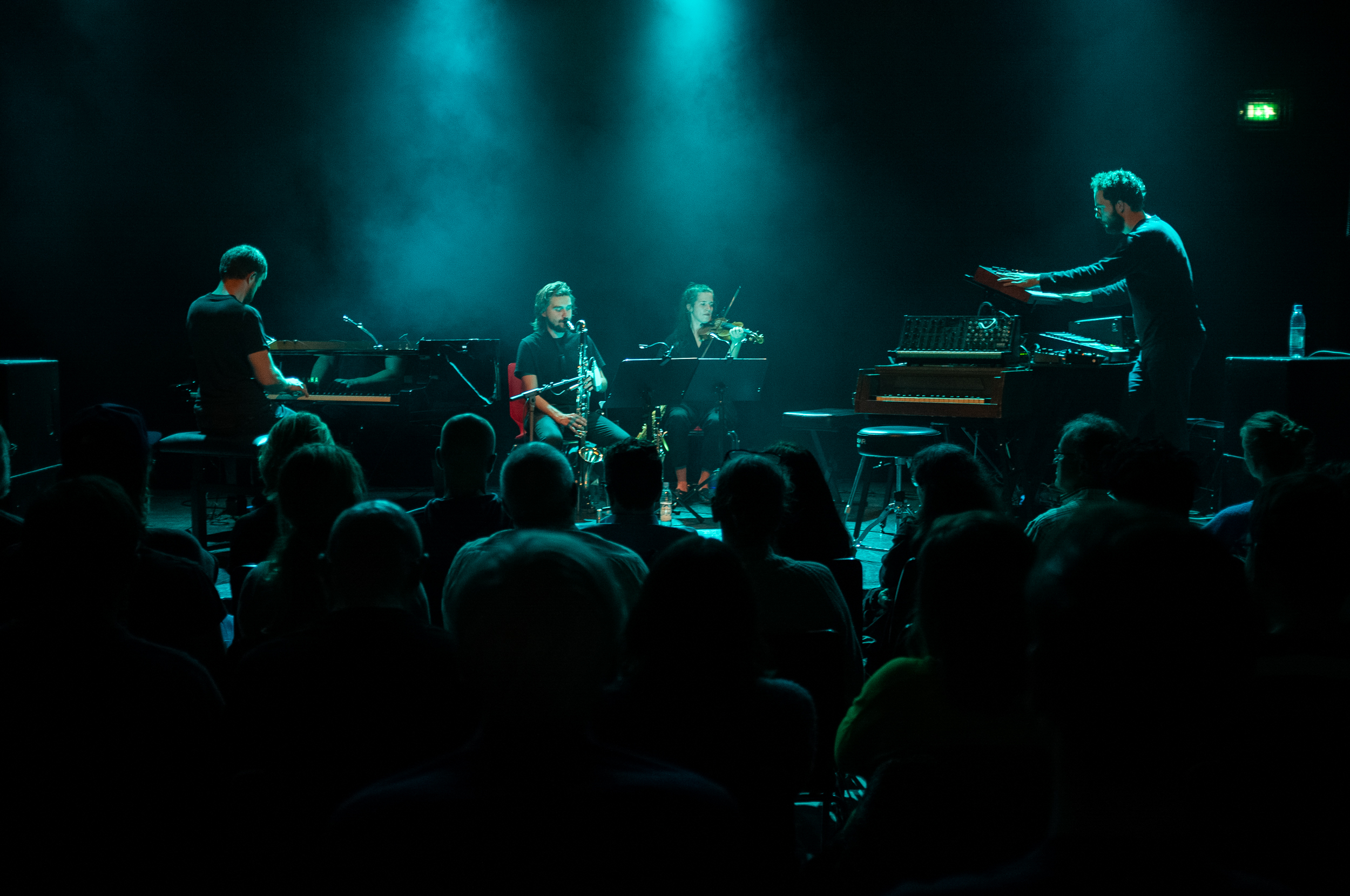
Carlos Cipa Ensemble, München, 2020

Für sein drittes Album Retronyms wechselte er zu Warner Classics. Cipa kombinierte dafür „verschiedene Einflüsse zu einem stimmigen Ganzen“ und fand so zu einer ungekannten Variabilität. „Trotz seines zurückgenommenen Charakters“ so Toni Hennig, schlage „das Album musikalisch in alle möglichen Richtungen aus und erstrahlt in unterschiedlichsten Farben“. „Spontanität und kompositorische Klasse“ verbänden sich „zu einem bildhaften und atmosphärisch intensiven Werk.“ Für die Aufnahmen versammelte Cipa sowohl Musiker aus der klassischen Musik als auch aus dem Jazz- und Elektronikbereich, digitale Technik vermählt sich mit analoger Hardware, Holz- und Blechbläser-Klänge oder E-Gitarren verschmelzen mit Piano-Sounds zu einer digital-analogen Kammermusik. Cipa selbst vernimmt man nicht nur am Klavier, sondern auch an weiteren Tasteninstrumenten wie der Celesta und dem Harmonium, an analogen Synthesizern und Keyboards wie Wurlitzer oder Fender Rhodes; dabei tritt er in den Dialog mit seinen Mitmusikern (u. a. Trompeter Matthias Lindermayr). Dem Musikexpress zufolge entstehe Musik, die zwischen den Stühlen sitze, zwischen Komposition und Improvisation, zwischen klassischem Impressionismus und Popbewusstsein, zwischen Melodie und Sounddesign.
Darüber hinaus arbeitet er auch für Film und Fernsehen. Für die Grimme-Preis prämierte Jugendserie 5vor12 (BR/Arte) schrieb er 2016 zusammen mit Martin Brugger eine musikalische Begleitung, ohne die die Serie nicht den Fluss gefunden hätte, der sie ausmacht. 2016 schreibt er die Musik für den deutsch-österreichischen Spielfilm Geschwister von Markus Mörth, der im März 2016 auf der Diagonale seine Premiere feierte und den Publikumspreis beim Bolzano Film Festival Bozen gewann. Für Thumb von Moritz Binder schrieb er 2016 einen Kammermusik-Score, der ebenfalls auf der Diagonale seine Premiere hatte. Zusammen mit Sophia Jani produzierte er 2019 die Filmmusik für die Kino-Komödie Die Goldfische von Alireza Golafshan, der dafür den Nachwuchspreis Regie des Bayerischen Filmpreises gewinnt. Einzelne Stücke aus Cipas Alben wurden bereits für Werbekampagnen verwendet.
Für sein viertes Album Correlations (on 11 pianos) kehrte er zum zweiten Mal zu seinen Wurzeln, dem Klavier, zurück. Für die Aufnahmen wählte er sorgfältig sechs Grand Pianos, drei Upright Pianos, ein Tafelklavier und ein Fender Rhodes aus, jedes Klavier hat seinen eigenen Charakter. Cipa gebe dem Zuhörer das Gefühl, neben ihm auf dem Klavierhocker zu sitzen. Er nehme sein Publikum mit auf eine faszinierende Erlebnisreise auf den Tasten und Saiten der verschiedenen Klaviere. Gemeinsam mit seinem Publikum erforscht er das Innere der Instrumente, die Materialien, aus denen sie bestehen, die Klänge, die Spielmöglichkeiten, die Herausforderungen, die sie dem Spieler bieten. Correlations sei eine intuitive musikalische Sammlung, in der die Grenzen zwischen Komposition, Aufführung und Arbeitsweise fast völlig verwischt sind. „Das Ergebnis ist ein musikalisches Abenteuer, das für Spieler und Zuhörer grenzenlos ist.“

## Diskographie

### Studioalben
- The Monarch and the Viceroy (2012, Denovali Records)
- All Your Life You Walk (2014, Denovali Records)
- Retronyms (2019, Warner Classics)
- Correlations (on 11 pianos) (2020, Warner Classics)

### Singles & EPs
- Relive (2014, Denovali Records)
- Trow (2016, self-released)
- The Place Where They Go (2017, 1631 Recordings)
- Sculptures (2017, 1631 Recordings)
- Retronyms B-Sides (2020, Warner Classics)

### Soundtracks
- Thumb (2016, self-released)

## Filmographie
- 2010: Lebende Tote (Regie: Anil Kizilbuga)
- 2011: Phantasma – Die Macht der Träume (Regie: Anil Kizilbuga)
- 2012: Es ist mehr ein Gefühl (Regie: Patrick Holzapfel)
- 2016: Geschwister (Regie: Markus Mörth)
- 2016: Fragmente einer Trauerarbeit (Regie: Patrick Holzapfel)
- 2016: Thumb (Regie: Moritz Binder)
- 2017: 5vor12 (Fernsehserie, Regie: Niklas Weise und Christoph Pilsl)
- 2018: Lovers of the Night (Regie: Anna Frances Ewert)
- 2018: Maalstrom (Regie: Misja Pekel)
- 2019: Die Goldfische (Regie: Alireza Golafshan)